# لینکولن پارک (کلرادو)
لینکولن پارک (به انگلیسی: Lincoln Park) یک منطقهٔ مسکونی در ایالات متحده آمریکا است که در شهرستان فرمونت، کلرادو واقع شده‌است. لینکولن پارک ۹٫۷ کیلومتر مربع مساحت و ۳٬۵۴۶ نفر جمعیت دارد و ۱٬۶۴۱ متر بالاتر از سطح دریا واقع شده‌است.